# Lokalbahn Alsenz–Obermoschel
| |                     |                                   |                                   |
| Streckenlänge: | 3,834 km            |                                   |                                   |
| Spurweite: | 1000 mm (Meterspur) |                                   |                                   |
| Streckengeschwindigkeit: | 30 km/h             |                                   |                                   |
| |                     |                                   |                                   |
| \| \| 0,000 \| Alsenz Übergang zur Alsenztalbahn \| Alsenz Übergang zur Alsenztalbahn \| \| \| 2,488 \| Niedermoschel \| Niedermoschel \| \| \| 3,834 \| Obermoschel \| Obermoschel \| |                     |                                   |                                   |
| Kopfbahnhof Streckenanfang (Strecke außer Betrieb) | 0,000               | Alsenz Übergang zur Alsenztalbahn | Alsenz Übergang zur Alsenztalbahn |
| Haltepunkt / Haltestelle (Strecke außer Betrieb) | 2,488               | Niedermoschel                     | Niedermoschel                     |
| Kopfbahnhof Streckenende (Strecke außer Betrieb) | 3,834               | Obermoschel                       | Obermoschel                       |

Die Lokalbahn Alsenz–Obermoschel war eine 1000-Millimeter-Schmalspurbahn in der Nordpfalz, die von 1903 bis 1935 in Betrieb war und die vorrangig die Stadt Obermoschel an das Eisenbahnnetz anbinden sollte. Betreiber waren bis Ende 1908 die Pfälzische Nordbahn, danach die Königlich Bayerische Staatsbahn und ab 1920 Deutsche Reichsbahn Gesellschaft.

## Geschichte
Vorgeschichte
Bereits 1872 hatte der „Königliche Commissaire bei den pfälzischen Eisenbahnen“ ein Gesuch zum Bau einer Vollspurbahn von Alsenz über Obermoschel nach Meisenheim an die Regierung in Speyer gerichtet. Es wurde sogar ein Entwurf für die Ausführung als Vollspurbahn genehmigt. 1875 wurden die Kosten für diese Strecke auf 1.430.00 Gulden veranschlagt. Derartig hohe Kosten hätten nur bei einer Fortführung der Querspange von Alsenz über Florheim nach Alzey Aussicht auf Erfolg gehabt.
Im Jahre 1880 schlägt der Königliche Bezirkshauptmann Rau in Kirchheimbolanden der Verwaltung der Pfälzischen Eisenbahnen in Ludwigshafen den Bau einer Pferdebahn von Alsenz nach Obermoschel vor. Sie sollte eine Spurweite von 1500 mm haben und ihre Gleise sollten im Strassenplanum versenkt geführt werden. Die Kosten für den Streckenbau wurden mit 46.000 Mark, die für die übrigen Gleis- und Bahnhofsbauten mit 62.00 Mark veranschlagt. 1881 berichtete die Pfälzische Zeitung in einer Abhandlung über Sekundärbahnprojekte in der Nordpfalz über das Projekt einer Vollbahn von Alsenz nach Obermoschel mit der Möglichkeit einer Verlängerung nach Meisenheim. Mit dem 1883 begonnenen Bau der Glantalbahn kamen diese Projekte zum Erliegen und wurden nicht ausgeführt.
Planung und Bau
Um die nordpfälzische ehemalige Kantonstadt Obermoschel aus ihrer verkehrstechnischen Isolation zu befreien, betrieben die Interessenten dann den Bau einer Schmalspurbahn mit der Spurweite von 1000 mm von Alsenz nach Obermoschel. Bau und Betrieb sollten durch die Gesellschaft der Pfälzischen Nordbahnen durchgeführt werden. Dieser wurde am 21. Januar 1902 durch Prinzregent Luitpold die Konzession erteilt, die Kosten wurden auf 106.000 Mark veranschlagt. Die Stadt Obermoschel brachte zusätzlich 121.000 Mark an Grunderwerbskosten auf. Die Strecke wurde am 1. Oktober 1903 eröffnet. Aufgrund der geringen Nachfrage wurde sie bereits 1935 stillgelegt.

## Streckenverlauf
Die Strecke beginnt auf dem Vorplatz des Bahnhofs von Alsenz, zweigt dann von der Alsenztalbahn ab, um dem Verlauf der Regionalstraße durch das Moscheltal nach Obermoschel zu folgen und dort nach 3,9 km zu enden. Einzige Zwischenstation war Niedermoschel. Die Trasse nutzte dabei überwiegend das Straßenplanum. Nur ein geringer Teil verlief auf eigenem Grund. Auf ihrer gesamten Länge befand sie sich innerhalb des heutigen Donnersbergkreis.

## Betrieb
Da weder in Alsenz noch in Obermoschel eine Drehscheibe zur Verfügung stand, befuhren die Lokomotiven die Strecke im Einrichtungsbetrieb, das heißt, sie wurden an den Endpunkten nicht gewendet, sondern nur „umgesetzt“. Deshalb standen sie stets an der Spitze des Zuges, und zwar im Bahnhof Alsenz mit der Rauchkammertür (Vorwärtsfahrt) und in Obermoschel mit dem Führerhaus (Rückwärtsfahrt) in Fahrtrichtung. Auf der gesamten Strecke gab es außerdem keine Ausweich- oder Überholmöglichkeit, so dass immer nur ein Zug in einer Richtung verkehren konnte.
Je nach Bedarf waren üblicherweise ein oder zwei Personenwagen und ebenfalls ein oder zwei Gepäckwagen angehängt. An die planmäßigen Personenzüge (bis zu neun Zugpaare täglich) wurden noch, falls erforderlich, Rollwagen mit den in Alsenz abzuholenden Normalspurgüterwagen angehängt.
Für diese mit Rollwagen beförderten Normalspurgüterwagen gab es im Bahnhof Obermoschel zwei Ladegleise mit Übergang auf Normalspur. Wie dem Plan des Bahnhofs von 1953 zu entnehmen ist, wurden diese später als eine Art Werksbahn in den Betrieb der Fa. Rumpf geführt. Die Wagen konnten dort über eine Weiche zwischen den beiden Gleisen umgesetzt werden. Nach Abbau der Schmalspurbahn erfolgte die Bedienung dieses Anschlusses über Culemeyer-Wagen. Noch heute sind die Reste der Umsetzanlage vorhanden.

## Fahrzeuge
Auf der Strecke verkehrten zum Zeitpunkt der Streckeneröffnung zunächst zwei zweiachsige Dampflokomotiven, die von der Pfalzbahn als Gattung L 2 bezeichnet wurden. Die eine erhielt den Namen KLINGBACH, die andere wurde REHBACH genannt; drei weitere Loks gleichen Typs mit den Bezeichnungen GEINSHEIM, FREISBACH und WEINGARTEN verkehrten auf der 1905 eröffneten, ebenfalls meterspurigen Lokalbahn Speyer–Neustadt. Der Name der beiden Lokomotiven rührt von zwei gleichnamigen Bächen aus der Vorderpfalz. Nachdem die Bahnlinie ab 1919 unter der Regie der Deutschen Reichsbahn verkehrte, erhielten die Loks die Ordnungsnummern 99 001 und 99 002.

## Betriebsstellen

### Haltepunkt Niedermoschel
Nach 2,488 km erreichte die Strecke in der Ortsdurchfahrt Niedermoschel den gleichnamigen Haltepunkt. Er befand sich in der heutigen Bahnhofstraße in Höhe des ehemaligen Schulhauses und bestand aus einem Schüttbahnsteig mit Warteraum. Ein Ausweich- bzw. Überholgleis war nicht vorhanden.

### Bahnhof Obermoschel
Obermoschel war zugleich Endbahnhof und Betriebsbahnhof der Schmalspurbahn. Neben dem Empfangsgebäude mit Güterschuppen, erbaut im spätklassizistischen Stil wie die zur gleichen Zeit gebauten Bahnhöfe an der unteren Glantalbahn, besaß er auch noch einen zweiständigen Lokschuppen mit angebautem Wasserhaus.

## Fotos, Skizzen, Zeichnungen

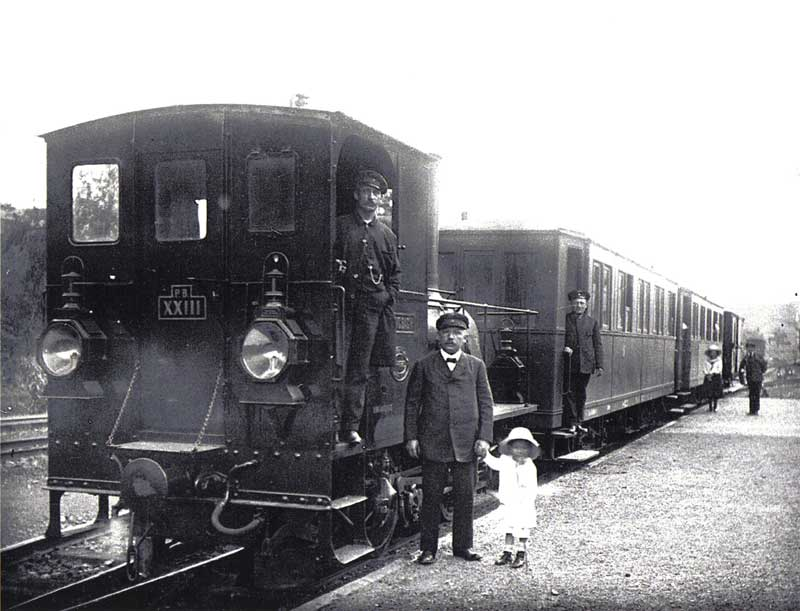
Lok Klingbach 1903 auf der Bahnstrecke
Ansicht des Bahnhofareals von Obermoschel, Ausschnitt auf einer Ansichtskarte
Gleisplan des Bahnhofs Obermoschel von 1910